# Odprto prvenstvo ZDA 1993
Odprto prvenstvo ZDA 1993 je teniški turnir za Grand Slam, ki je med 30. avgustom in 12. septembrom 1993 potekal v New Yorku.

## Moški posamično
Pete Sampras :  Cedric Pioline, 6–4, 6–4, 6–3

## Ženske posamično
Steffi Graf :  Helena Suková, 6–3, 6–3

## Moške dvojice
Ken Flach /  Rick Leach :  Karel Nováček /  Martin Damm, 6–7(3–7), 6–4, 6–2

## Ženske  dvojice
Arantxa Sánchez Vicario /  Helena Suková :  Amanda Coetzer /  Inés Gorrochategui, 6–4, 6–2

## Mešane dvojice
Helena Suková /  Todd Woodbridge :  Martina Navratilova /  Mark Woodforde, 6–3, 7–6(8–6)